# Montaña Artificial del Buen Retiro
La Montaña Artificial del Buen Retiro, también llamada Montaña de los Gatos, es una edificación ubicada en Madrid (España).  

## Contexto
Construida en el siglo XIX, dentro del conjunto conocido como Palacio y Jardines del Buen Retiro de Madrid, lugar de recreo de los monarcas españoles y precedente del actual Parque del Retiro. La Montaña Artificial forma parte de la transformación romántica del Retiro, proyecto redactado por el arquitecto Isidro González Velázquez.
Es uno de los caprichos que el rey Fernando VII promovió en el Reservado del Parque del Retiro o zona que delimitó del uso público para su real disfrute y el de su familia. El monarca se inspiró para encargar estas construcciones (los caprichos) en el modelo marcado del «Pequeño Trianón» del Palacio de Versalles, erigido bajo el reinado de Luis XV.

### Caprichos
Un capricho es un elemento paisajístico y recreativo, por lo general tematizado, en el que se recrea, mediante modelos arquitectónicos singulares e ingenios mecánicos, un asunto fantasioso, histórico, exótico o rústico.

## Historia

### sigloXIX
La montaña tiene su origen en 1817, año en que el monarca Fernando VII promovió el llamado Reservado del Parque del Retiro o zona que delimitó del uso público para su real disfrute y el de su familia. Las obras se iniciaron bajo la dirección de Bernardino Berogán, incluyéndose en él diferentes edificaciones proyectadas por el arquitecto real Isidro González Velázquez, como la Casita del Pescador, la Casa del Contrabandista, la Casa del Pobre, la Casa Rústica o Persa, la Pajarera, la Casa de Fieras, el Embarcadero del Estanque Grande o esta “Montaña Rusa”, la cual ocultaba con abundante vegetación una gran bóveda ejecutada para cubrir una noria, aprovechándose su cima para la colocación de un templete, ya desaparecido, aunque se conserve la base, que servía de observatorio.

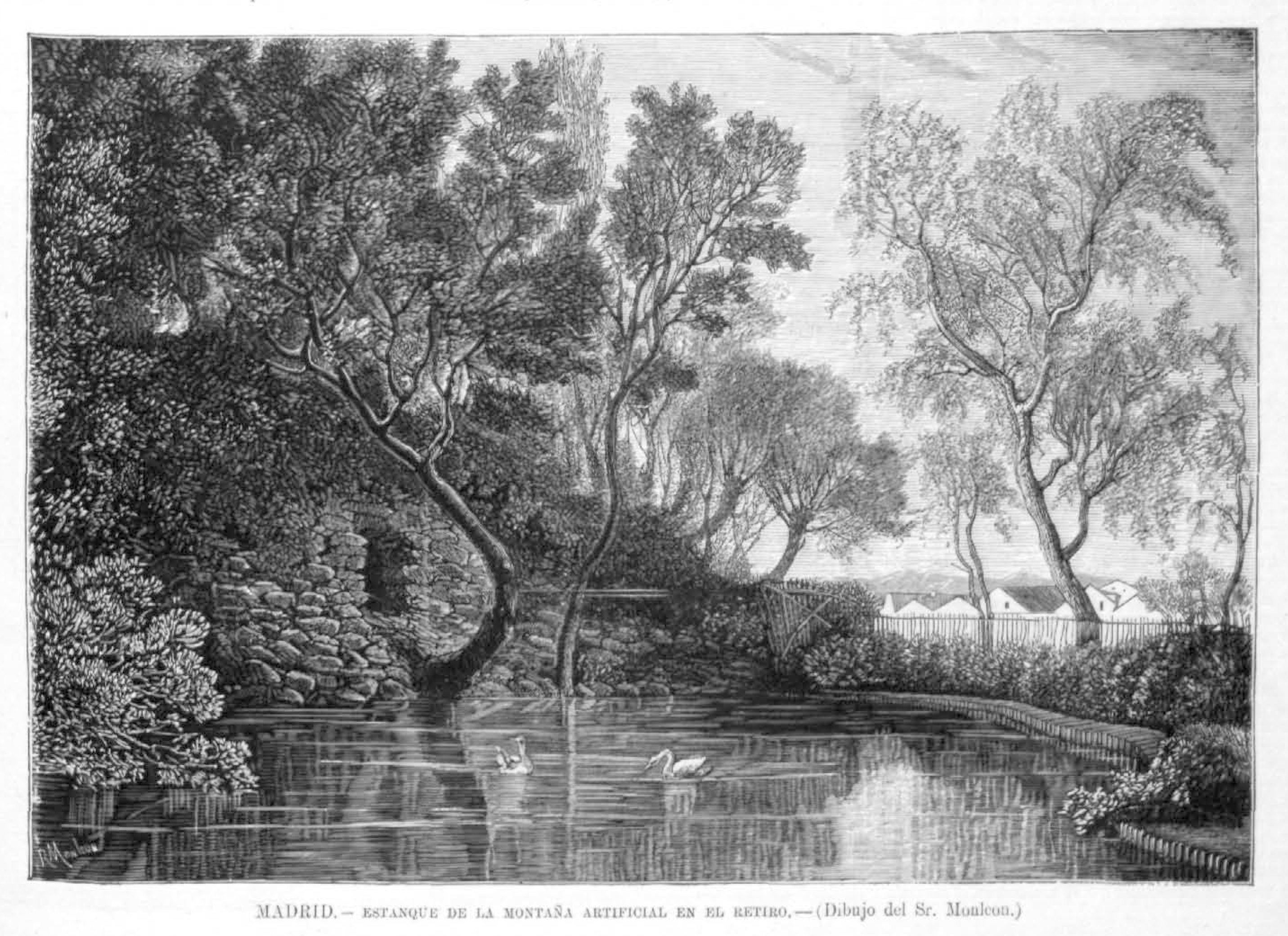
Estanque de la Montaña Artificial hacia 1878 en un grabado publicado en La Ilustración Española y Americana a partir de una ilustración de Rafael Monleón

Más avanzado el siglo, y según cuentan las crónicas de la época, la reina Isabel II solía subir al «tintero», el palacete construido por su padre en la montaña, para visualizar los movimientos de las tropas carlistas en las sucesivas contiendas que se desataron para arrebatarle el trono.

### sigloXX
En el año 1986, el gobierno de Juan Barranco barajó la posibilidad de derribar la Montaña de los Gatos debido al gran deterioro que presentaba. Finalmente hizo lo contrario: puso en marcha un proyecto de rehabilitación integral con el fin de recuperar este espacio histórico del Retiro y darle un contenido cultural. Una vez realizadas las obras necesarias, su interior pasó a ser visitable. En los años 80 se usó como galería de exposiciones.

### sigloXXI
En 2018, el Ayuntamiento de Madrid comunicó que remodelaría y restauraría de manera integral la Montaña Artificial del Retiro. Declaró su intención de recuperar el acceso de la Puerta de la Independencia y del Paseo de México. Las actuaciones se enmarcaron en el 150 aniversario de la cesión del Retiro como parque público al Ayuntamiento de Madrid mediante un decreto del Ministerio de Hacienda de la época.
En noviembre de ese mismo año, se anunció el concurso, que quedó finalmente desierto. En la sala, la Asociación de Amigos del Retiro propuso construir un centro de interpretación del parque, y rescatar los baños públicos porque hay pocos.
En 2023, tras casi dos décadas de abandono, el Ayuntamiento de Madrid destina 2,6 millones de euros para su reapertura, prevista en la primavera de ese año. La reforma global respetará la estructura original, instalará un nuevo sistema hidráulico y preparará el recinto para albergar una sala de exposiciones.

### Anécdotas
Los madrileños de la época llamaron de diferentes formas a la Montaña Artificial: Rusa, no se sabe muy bien porqué, El Tintero, por la forma que tenía vista desde lejos, o de los Gatos ya que durante un tiempo la gente se deshacía de sus gatos dejándolos ahí.
Esta montaña tiene también su anécdota. En el año 1957, un radiestesista o un captador de radiaciones electromagnéticas llamado Germán Cervera tenía la certeza de que la Montaña de los Gatos escondía un tesoro enterrado. El Ayuntamiento quedó convencido por las teorías del experto y autorizó esas excavaciones sin encontrar rastro de dicho tesoro. Sin embargo, no iba desencaminado: años más tarde, en 1968, y muy cerca del lugar, ocurrió que dos operarios que cavaban una fosa hallaron 59 monedas de oro con las efigies de Carlos III, Carlos IV y Fernando VII.

## Descripción
Considerada una edificación singular, la montaña tiene planta orgánica, centralizada. Es hueca. Está levantada sobre una bóveda de ladrillo y mampostería de planta circular con muros mixtos de estos materiales en cuya cúspide pendía una estalactita. De la sala central parten corredores radiales con bóvedas de cañón. Esta sala central fue utilizada como sala de exposiciones, subdividida, en sus orígenes, en diversas dependencias que terminaban en grutas. En su interior se encontraba una noria que surtía de agua a la ría que la rodeaba. En la cumbre se construyó un templete que se utilizaba como observatorio para que el rey pudiera ver el paisaje de los alrededores. La portada de acceso está constituida por tres vanos, los laterales apuntados y el central un arco de medio punto. Los primeros están enmarcados por un revestimiento cerámico, en el que se representan una sirena y un tritón, así como esbeltas fuentes laterales. Sobre el central hay una cartela de azulejería y encima un óculo, con un tondo cerámico alusivo a la Pintura. El entablamento cuenta con cinco cartelas cerámicas, con motivos marinos y pictóricos. De rasgos orientales, y configurado por tres torres, una central de planta octogonal y dos cilíndricas en los extremos, unidas por una arquería que rodeaba y reproducía la geometría de la primera. La ría y el estanque originalmente tuvo peces y gansos y diversas cascadas, la principal con la parte superior adornada con la cabeza de un león de yeso. Sus dimensiones son:  (altura,anchura,profundidad) 15,00 x 20,00 x 20,00 m. Se accede a ella por la Puerta de O’Donnell, en la esquina de esta calle y la avenida de Menéndez Pelayo, abierta en 1968.